# Hugo Napoleão do Rego Neto
Hugo Napoleão do Rego Neto (Portland, 31 de outubro de 1943) é um advogado e político brasileiro radicado no Piauí. Duas vezes senador, três vezes deputado federal, três vezes ministro de estado e por dois mandatos alternados foi governador do referido estado. Atualmente é filiado ao Partido Social Democrático (PSD) e pertence à Academia Piauiense de Letras (APL).

## Dados biográficos
Filho do embaixador de carreira Aluísio Napoleão de Freitas Rego, é advogado formado pela Pontifícia Universidade Católica do Rio de Janeiro (PUC-Rio) em 1967. No mesmo ano iniciou sua carreira profissional com um estágio na Procuradoria-geral de Justiça da Guanabara passando depois à condição de assessor jurídico do Banco Denasa de Investimentos S/A (1968) e a membro do Escritório de Advocacia Nunes Leal (1971) interrompendo sua trajetória profissional em razão de seu ingresso na política.

### Carreira política

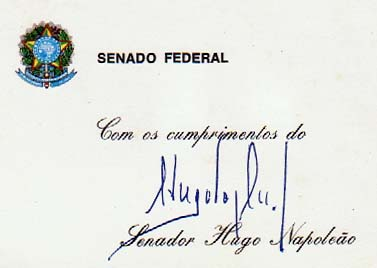
Cartão de visitas de senador

Neto de Hugo Napoleão do Rego, eleito deputado federal pelo PSD do Piauí em 1954, recebeu apelos familiares para dar continuidade à trajetória de seu clã político, declinando dos mesmos para não interromper seu curso de Direito. Depois de formado, aguardou por alguns anos até que se filiou a ARENA e foi eleito deputado federal em 1974 e 1978, sendo que neste último ano teve seu nome ventilado como postulante ao governo do Piauí preferindo no entanto apoiar o médico Lucídio Portela em razão de sua fidelidade política para com o senador Petrônio Portela, irmão de Lucídio. Em 1980 ingressou no PDS e foi eleito governador do Piauí em 1982, o primeiro escolhido por sufrágio popular após vinte anos, tendo como antagonista o senador Alberto Silva (PMDB). Uma vez investido no cargo, Hugo Napoleão manteve-se alinhado com seu antecessor até a escolha do deputado federal Paulo Maluf como candidato do PDS à Presidência da República apesar da veemente oposição interna. Consumada a escolha, Napoleão foi ao Palácio do Planalto e informou ao então presidente João Figueiredo que não apoiaria a candidatura de Maluf e hipotecou apoio à candidatura de Tancredo Neves, fato que o fez romper com Lucídio Portela a quem sucedera no comando do executivo estadual, visto que este último manteve-se fiel a Paulo Maluf.
Sem o arrimo de seu partido, ingressou no PFL e trouxe consigo do PDS o vice-governador Bona Medeiros, o senador João Lobo, quatro deputados federais e dezesseis deputados estaduais além da maioria dos prefeitos pedessistas. Em 14 de maio de 1986 renunciou ao cargo em favor de Bona Medeiros. Em novembro daquele ano foi eleito senador pelo Piauí chegando ao posto de presidente nacional do Partido da Frente Liberal (PFL) alguns anos mais tarde.

### Ministro de estado

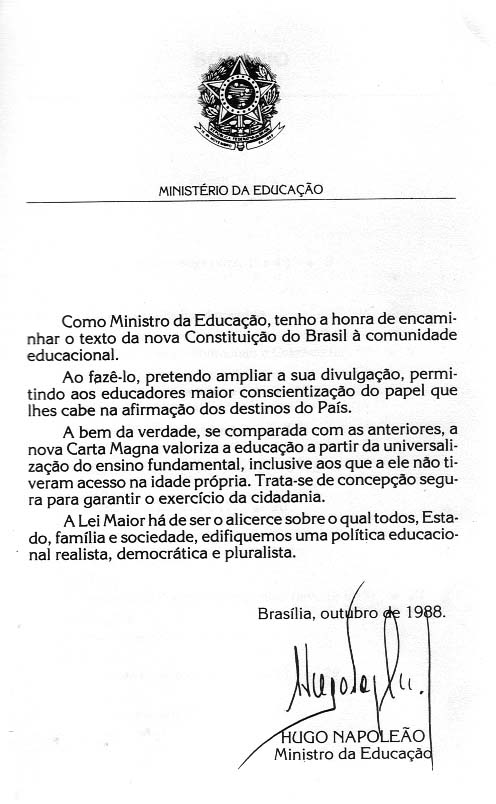
Texto introdutório, com assinatura de Hugo como Ministro da educação, em exemplares da Constituição brasileira de 1988, distribuídos pelo MEC à comunidade educacional.

Entre outubro de 1987 e janeiro de 1989 sua vaga no Senado Federal foi ocupada pelo escritor Álvaro Pacheco, visto que fora nomeado ministro da Educação pelo presidente José Sarney acumulando por um breve período o cargo de ministro da Cultura. Ao deixar o Executivo, foi guindado à presidência da executiva nacional do PFL e ainda antes das eleições presidenciais de 1989 ensaiou uma articulação em favor da candidatura do empresário Sílvio Santos ao Palácio do Planalto, manobra logo abortada. Após o afastamento do presidente Fernando Collor foi nomeado ministro das Comunicações por Itamar Franco, permanecendo no cargo entre outubro de 1992 e dezembro de 1993, o que permitiu nova convocação de Álvaro Pacheco. Em 1994 foi reeleito senador e tornou-se o primeiro político piauiense a romper a marca do meio milhão de votos. Nesse novo mandato foi escolhido por seus pares líder do PFL no Senado Federal.

### Volta ao governo
Em 1998 foi candidato a governador pela coligação Avança Piauí, mas foi derrotado pelo médico Francisco de Assis de Moraes Souza, o Mão Santa, reeleito governador em segundo turno. Mesmo vencido impetrou uma ação de impugnação de mandato eletivo contra seu adversário por abuso de poder econômico, tese afinal aceita pelo Tribunal Superior Eleitoral que cassou Mão Santa em 6 de novembro de 2001 com base na denúncia formulada por sua coligação. Empossado em 19 de novembro, Hugo Napoleão renunciou ao mandato de senador poucas horas antes de seu retorno ao governo e em seu lugar foi efetivado o médico Benício Sampaio. Candidato a reeleição em 2002 pela coligação O Piauí que o Povo Quer foi derrotado ainda em primeiro turno por Wellington Dias a despeito de ter iniciado a campanha como favorito. Quatro anos mais tarde ensaiou uma candidatura a deputado federal mas optou por disputar o Senado sendo derrotado pelo empresário João Vicente Claudino. Em 2010 foi eleito para o terceiro mandato de deputado federal pelo DEM migrando a seguir para o PSD, partido fundado por Gilberto Kassab.
Em 2014, não conseguiu a reeleição, obtendo a suplência com 59.977 votos.

## Obras publicadas
- Fatos da história do Piauí , 1972; 2ª edição em 1986.[12]